# مخية (عمد)

تعديل مصدري - تعديل

مخية هي إحدى قرى  بمديرية عمد التابعة لمحافظة حضرموت، بلغ تعداد سكانها 104 نسمة حسب تعداد اليمن لعام 2004.